# Prozopográfia
A prozopográfia történeti segédtudomány, mely emberek valamely csoportjának különféle adatait tartalmazó adattárak összeállításával és vizsgálatával foglalkozik. Az elnevezés a görög proszópon kifejezésből származik, melynek jelentése „személy”. 
A prozopográfia kapcsolódik az archontológiához és a biográfiához.

## Fogalma
A prozopográfia célja személyi adattárak létrehozása, amelyben előre meghatározott személyek körét együttesen és azonos kritériumok alapján vizsgálják. Nem a szó szoros értelemben vett történeti segédtudományról van szó. Az adatokat ugyanis mai kutatók rendszerezik, így nem elsődleges forrás a kapott anyag. Mondhatjuk azt, hogy a prozopográfia a történeti segédtudományok segédtudománya. Mind a gyűjtőmunkát, mind a kapott eredményt prozopográfiának hívjuk. A szigorú szempontok alapján készített adattár túlmutat a lexikonok adatain.

## Feladata
A prozopográfia feladata olyan adattárak készítése, amely későbbi kutatások alapjául szolgálhat. A további kutatások segítségével a történelem olyan részeit is felfedezhetjük, melyek egy-egy forrásból nem láthatóak. Az adatok ilyen jellegű rendszerezésével jobban átláthatjuk az akkori társadalmi hálót és az adott közösségek kapcsolatrendszerét.

## Kapcsolata az archontológiával
Az archontológia és a prozopográfia közötti legfontosabb különbség, hogy míg az archontológia jelentősebb kormányzati tisztségviselők adattára, melyben a tisztségviselők nevén kívül kevés adat található, addig a prozopográfia a történelem kevésbé fontosnak vélt személyeit vizsgálja nagyon sok szempont szerint. A legnagyobb különbség az adatok elvárt szintjében van.
Az archontológiai gyűjtések akkor igazán hasznosak, ha prozopográfiai adatokkal társulnak, azaz az egyes tisztviselők származására, családi viszonyaikra, tanulmányaikra, birtokszerzéseikre, korábbi és későbbi karrierjükre vonatkozó ismereteket is tartalmaznak. Már az 1970–80-as évek tisztviselő- és hivataltörténeti kutatásai rávilágítottak arra, hogy a prozopográfia és az archontológia kölcsönösen kisegítheti egymást az egyes méltóságviselők, hivatalnokok karriervizsgálatában.

## Kapcsolata a biográfiával
Fontos hangsúlyoznunk, hogy a prozopográfia nem összekeverendő a biográfiával. Mindkettő a társadalomtörténet-írás sajátos válfaja. 
A prozopográfia vizsgálati tárgya mindig egy kisebb-nagyobb csoport, mely valamely közös háttérrel rendelkező személyekből jön létre. Az egyes személy csak mint a csoport tagja fontos, s a vele kapcsolatos adatok közül is csak azok fontosak, melyek a kutatás szempontjából lényegesek. Itt tehát nincs szó az egyén életének teljes körű vizsgálatáról, mint a biográfia esetében, amikor egy adott személy életének, működésének sokoldalú, teljes körű feltárása történik. 

## Forrásai
A prozopográfiai adattárak elkészítésében segítségünkre lehetnek:
- Egy adott vármegye nemesi közgyűlési jegyzőkönyvei
- A megyei szolgálatban eltöltött hivatalviselésről kiállított bizonyságlevelek
- Alispáni jegyzőkönyvek szolgaszemélyzet-szolgálati adatsorai
- Vármegyei törvényszéki iratsorozatok
- Alispáni regisztratúrák
- Levéltárak családi és személyi fondjai
- Felekezeti és állami anyakönyvek
- Iskolai beiratkozási anyakönyvek
- Tisztújítások hivatalos dokumentumai

## Külső hivatkozások
- Bara Zsuzsanna: Az ismeretlen prozopográfia